# Chunichi Dragons
The Chunichi Dragons (中日ドラゴンズ Chūnichi Doragonzu) là một câu lạc bộ bóng chày chuyên nghiệp tại Nagoya, thủ phủ vùng Chūbu của Nhật Bản. CLB là thành viên chi giải Central League thuộc Giải Bóng chày Chuyên nghiệp Nhật Bản (NPB). Trong lịch sử, họ đã danh chín chức vô địch Central League (lần gần nhất vào mùa giải 2011), trong đó dành được hai danh hiệu Nippon Series vào năm 1954 và 2007). Ngoài ra họ còn dành chức vô địch Asia Series năm 2007.